# Zamek Jurisics
Zamek Kőszeg (węg. Kőszegi vár), na cześć jednego z dowódców zwany też Zamkiem Jurisicsa (Jurisics vár) – zamek znajdujący się w historycznym mieście Kőszeg.

## Historia zamku
Pierwsza wzmianka o zamku w Kőszegu pochodzi z 802 r.: kronika Einharda wspomina o castellum Guntionis. Po wycofaniu się Tatarów w 1242 r. rozpoczęła się budowa Dolnego Zamku obok osiedla w dolinie, które w średniowieczu przejęło od trudno dostępnego Górnego Zamku rolę centrum posiadłości ziemskiej. W końcu XIII w. był własnością rodziny Héder. W 1289 r. książę Albert zdobywa zamek. W 1291 r. król węgierski Andrzej III, zgodnie z warunkami pokoju w Hainburgu, nakazuje
zburzenie Starego Zamku. W 1347 r. Karol Robert po długich sporach odbiera zamek rodzinie Kőszegi, a po zwycięstwie w 1336 r. szeregiem przywilejów dla mieszkańców, wspiera rozwój miasta. W celu zapobiegania austriackim najazdom stopniowo rozbudowywano mury miejskie, które zostały wzmocnione przez potężne wieże, a do opasującej mury fosy doprowadzono wodę z pobliskiego potoku Gyöngyös. W 1392 r. zamek stał się własnością rodziny Garai. W 1445 r. przejęli go Habsburgowie, od których odbił go w 1482 r. Maciej Korwin, ale w 1492 r. zamek znowu wrócił w ich ręce.

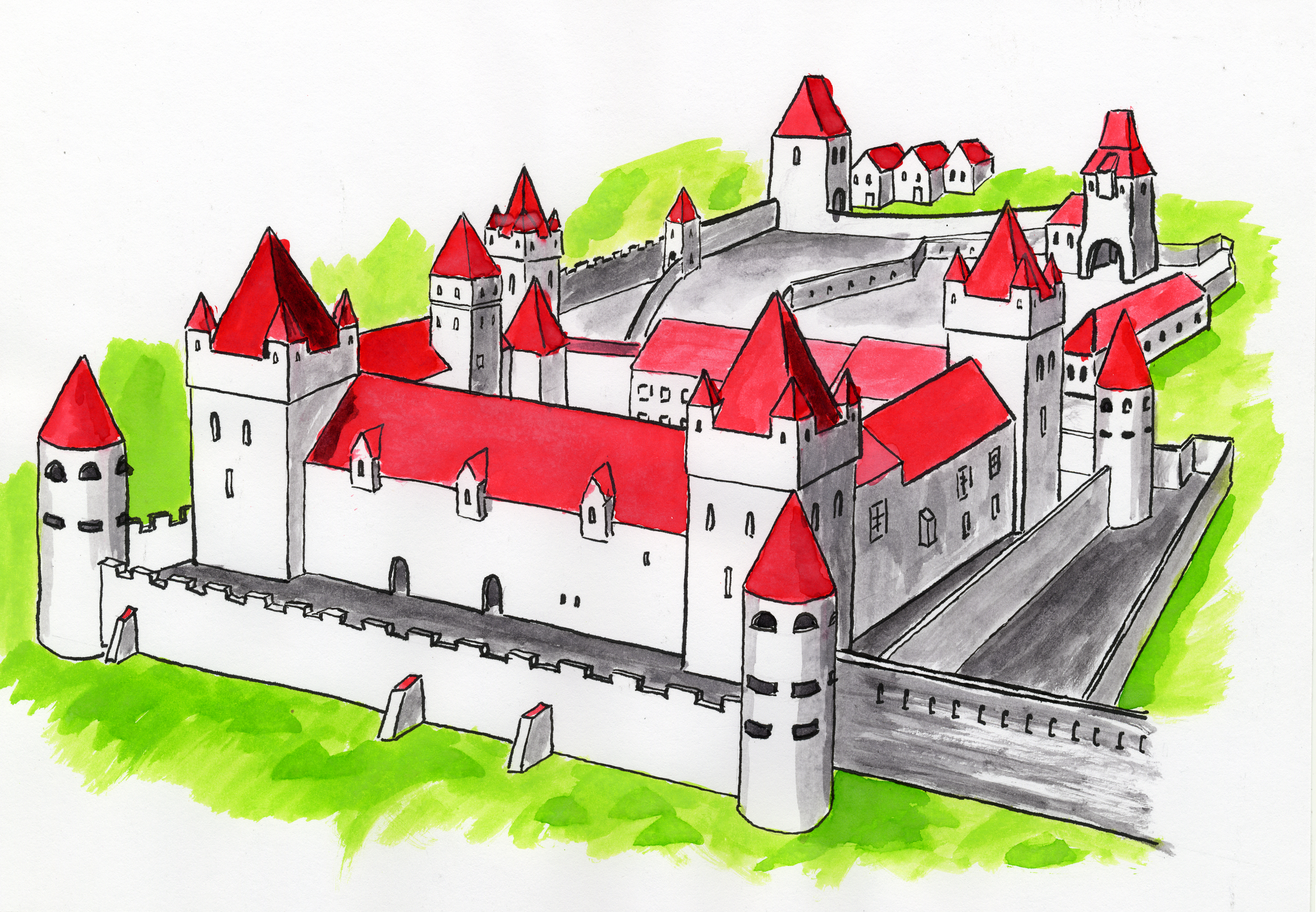
Rysunkowa rekonstrukcja zamku Kőszeg

W 1532 r. miało miejsce najbardziej znane oblężenie, kiedy to przeciwko ciągnącym na Wiedeń potężnym wojskom tureckiego sułtana Sulejmana Wspaniałego, stanął dowódca zamku Nikola Jurišić z jednotysięczną załogą, złożoną częściowo z żołnierzy, ale w większości z okolicznych chłopów pańszczyźnianych, którzy uciekli przed najazdem. W czasie 25-dniowych zmagań wojska Imperium Osmańskiego użyły wszystkich dostępnych środków. W końcu, na mocy obustronnego porozumienia, Węgrzy zgodzili się wywiesić na 8 wieżach, 8 tureckich flag i w ten sposób wielki wezyr turecki Ibrahim mógł ogłosić sułtanowi pozorne zwycięstwo, a wojska tureckie mogły wycofać się spod murów Kőszegu na południe. Sułtan obserwował oblężenie ze wzgórza położonego między Doliną Króla (Király-völgy), a górą Kálvária (Kálvária-hegy). Od tej pory miejsce to nosi nazwę Wzgórze Sułtana (Szultán-domb). W tym czasie Wiedeń był zabezpieczany przez znaczne siły austriackie. Za heroiczną odwagę Ferdynand I Habsburg nadał Nikoli Jurišićowi tytuł barona i podarował mu miasto Kőszeg. Ponieważ Jurišić umarł, nie zostawiając męskiego potomka, miasto powróciło do dyspozycji skarbu królewskiego. W 1695 r. zamek wraz z dobrami trafił w posiadanie palatyna (węg. nádor) Pála Esterházyego i pozostał w posiadaniu rodu do 1931 r. Wtedy został sprzedany, a 1955 r. stał się własnością wojska.
Na przestrzeni wieków miasto było wielokrotnie oblegane przez wojska siedmiogrodzkie, cesarskie i oddziały kuruców, ponieważ bogate kupieckie domy obiecywały bogate łupy. W 1777 r. zamek został spustoszony przez pożar i wtedy też zburzono większą część fortyfikacji. Rekonstrukcję zabytku przeprowadzono w latach 1955-63, a w odrestaurowanym zamku znalazły swoje miejsce instytucje kulturalne.
Kolejna rekonstrukcja zamku Jurišića rozpoczęła się w 2011 r. i zamiast planowanego roku, trwała 2 lata. W czasie odnowy zamek był zamknięty. Otwarto go dla zwiedzających 2 czerwca 2013 r. Wyremontowano elewacje, a we wnętrzach wyposażonych w nowoczesne urządzenia techniczne, np.: klimatyzowane witryny w multimedialnej sali wystawowej), prezentowana jest wystawa historii zamku od budowy do 1945 r., a więc do końca epoki Eszterházych. Ze względu na znaczenie, osobna sala poświęcona jest tureckiemu oblężeniu z 1532 r. Planuje się również, zmieniane co kwartał, czasowe wystawy pamiątek związanych z Kőszegiem w tzw. Złotej Sali.

## Ołtarz Eszterházyego
W wewnętrznym zamku znajdował się ołtarz, którego centralną postacią była Madonna. Zgodnie z napisami ukrytymi pod obrazem, ufundował go w 1771 r. książę Miklós József Esterházy. Ołtarz odnowiono w 1903 r. Po renowacji 1963 r. w trakcie ponownego montażu, zamiast drewnianych kołków użyto gwoździ. W 2009 r. z powodu rozpoczętych wykopalisk archeologicznych, ołtarz zdemontowano i zdeponowano w nieznanym miejscu. Miejsce, w którym się znajdował do tej pory, można rozpoznać po elementach mocujących wystających ze ściany, obok współczesnej, szklanej windy.

## Galeria

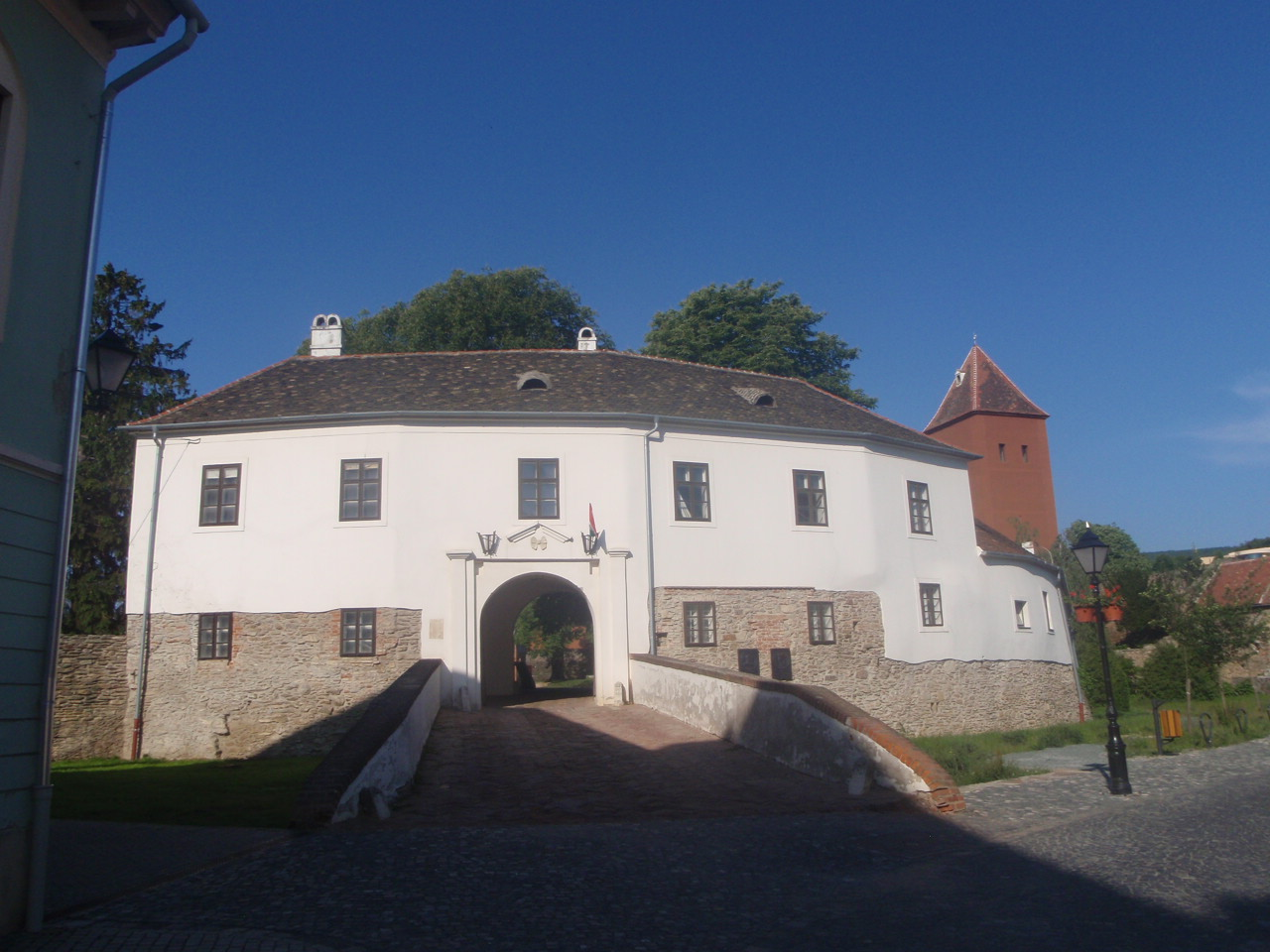
Zewnętrzny zamek (Külső vár) widziany od ulicy Rajnis
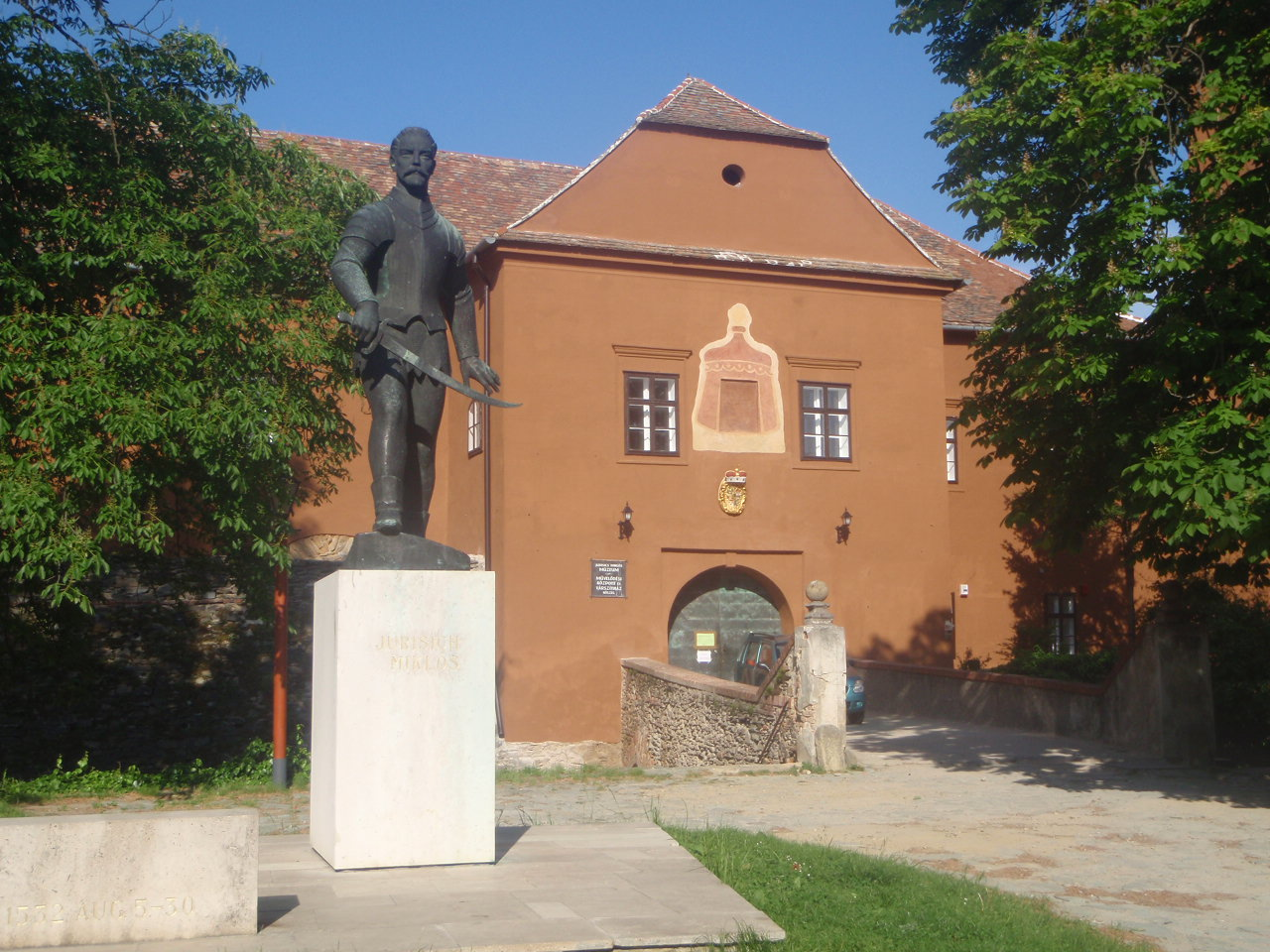
Wewnętrzny zamek (Belső vár) z pomnikiem Nikoli Jurišicia (1963)
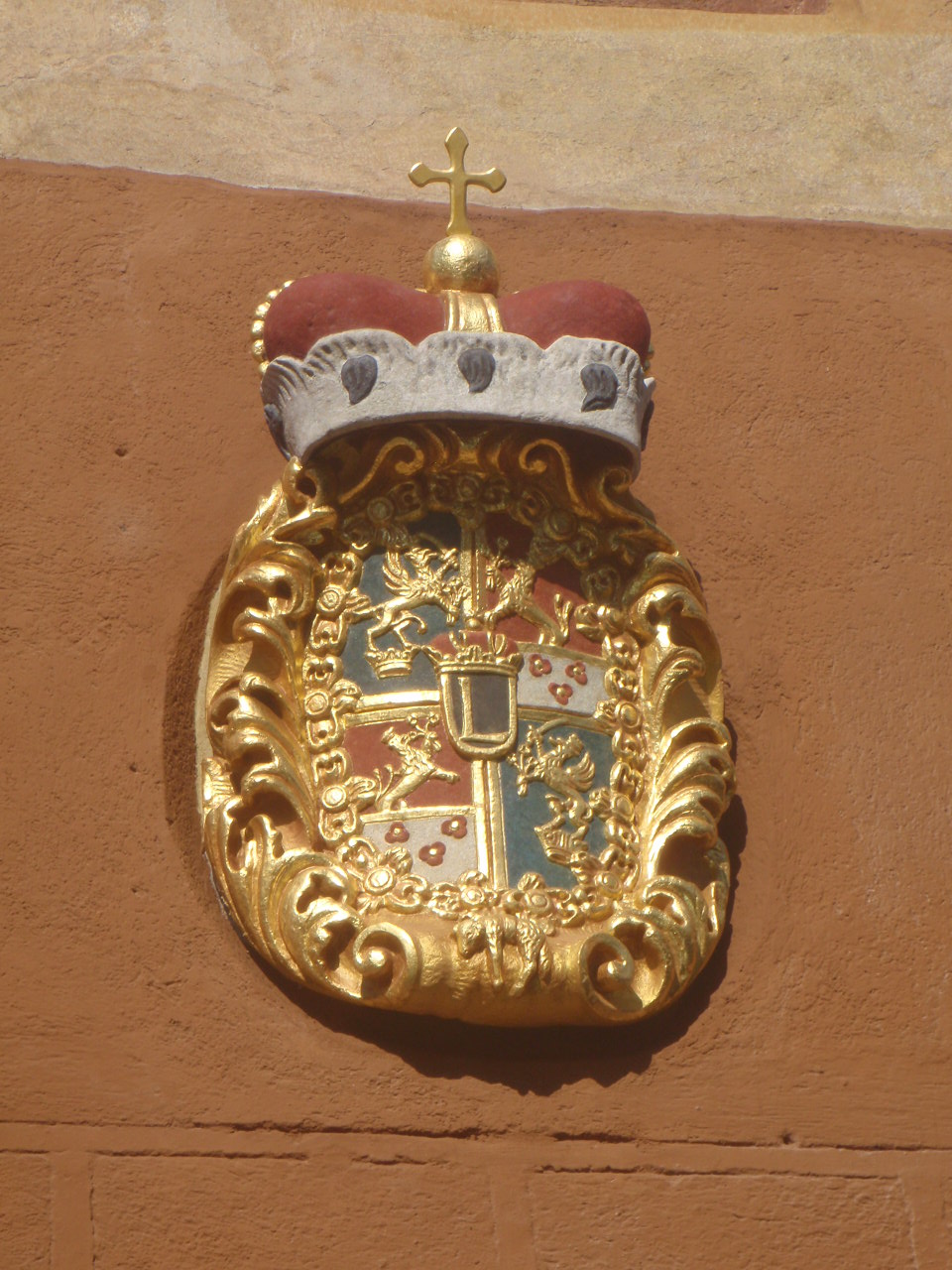
Herb Eszterházych
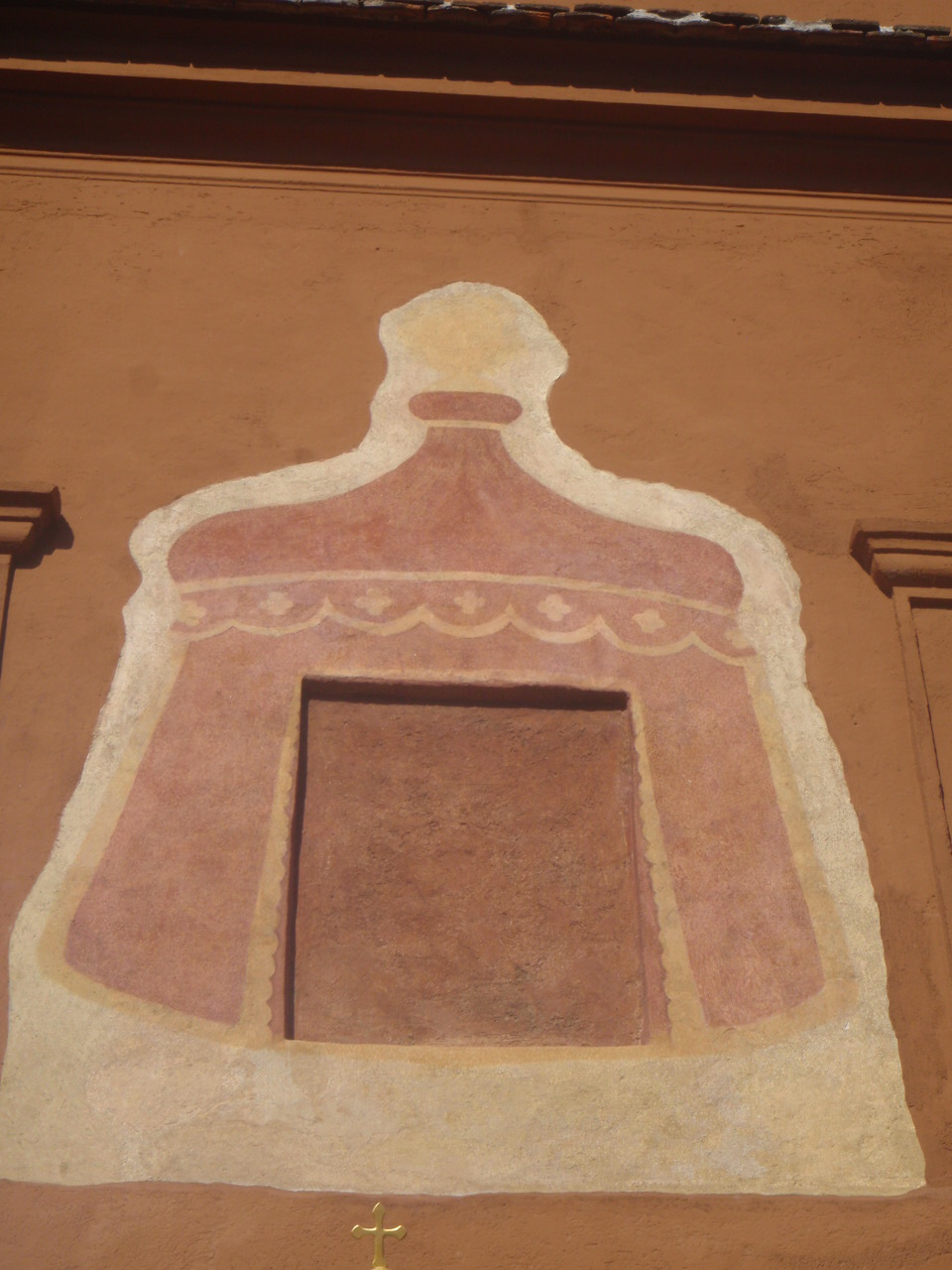
Baldachim nad wejściem do wewnętrznego zamku (Belső vár)
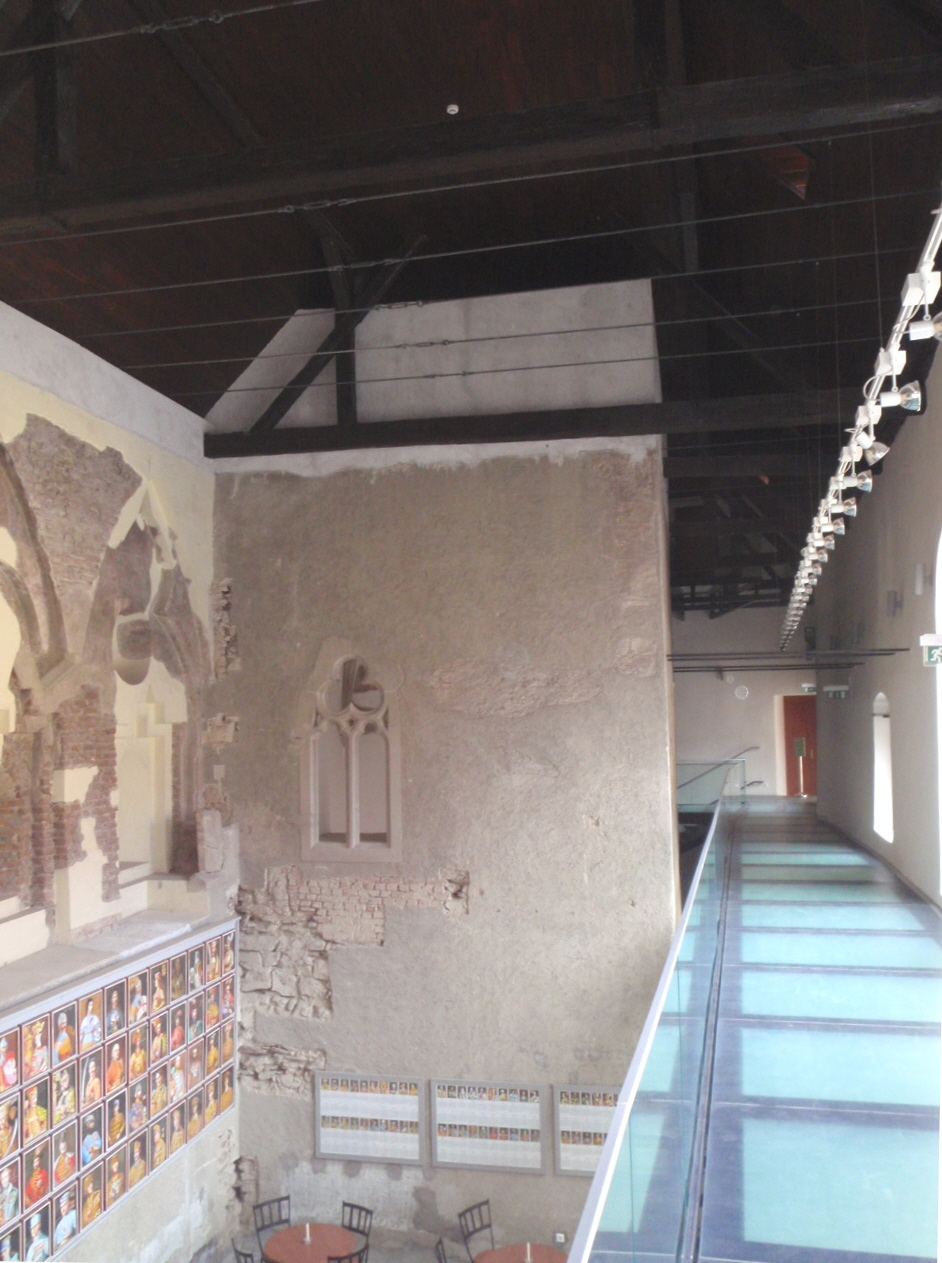
Odnowiony dziedziniec wewnętrzny
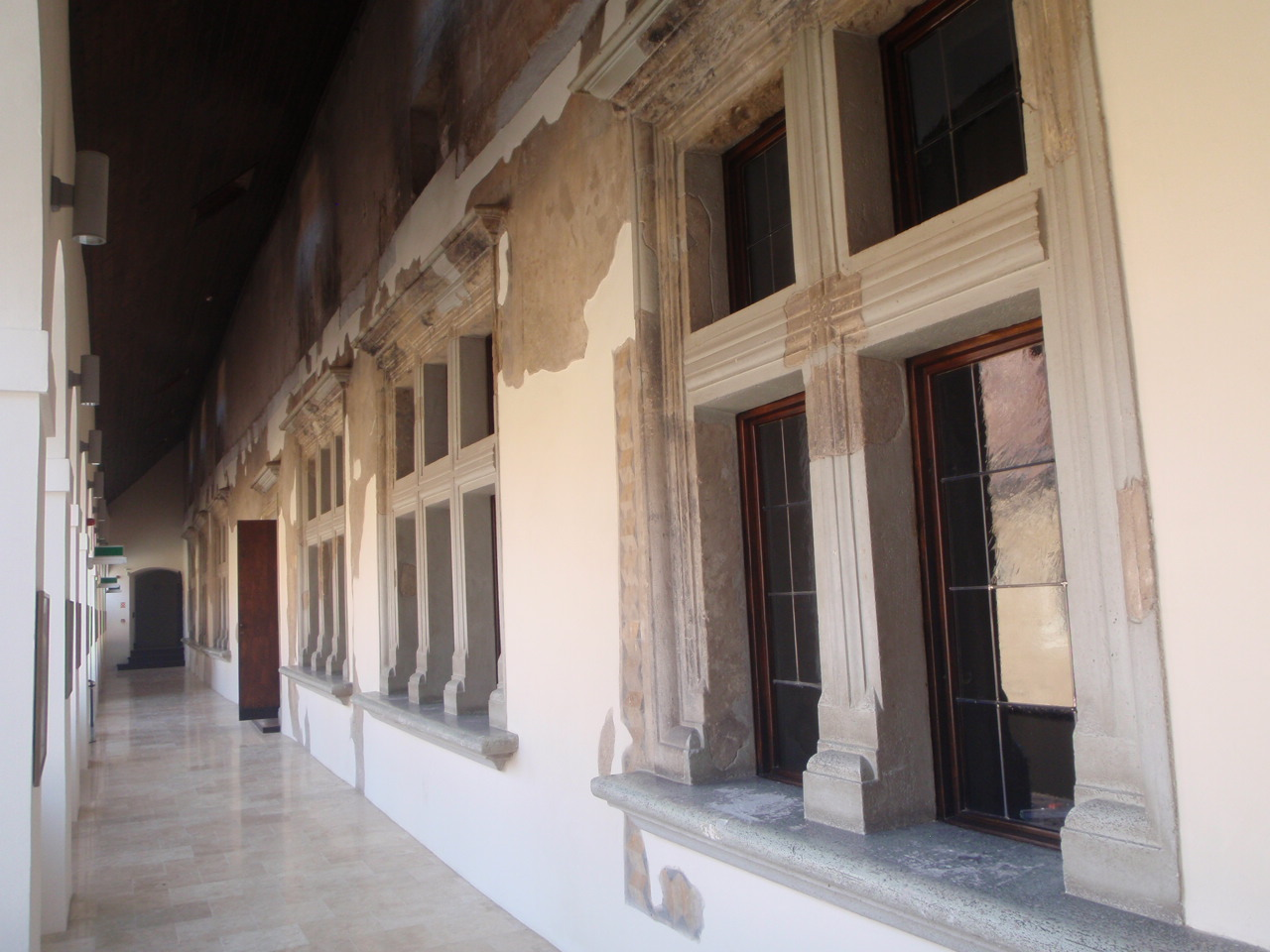
Korytarz przed Salą Rycerską
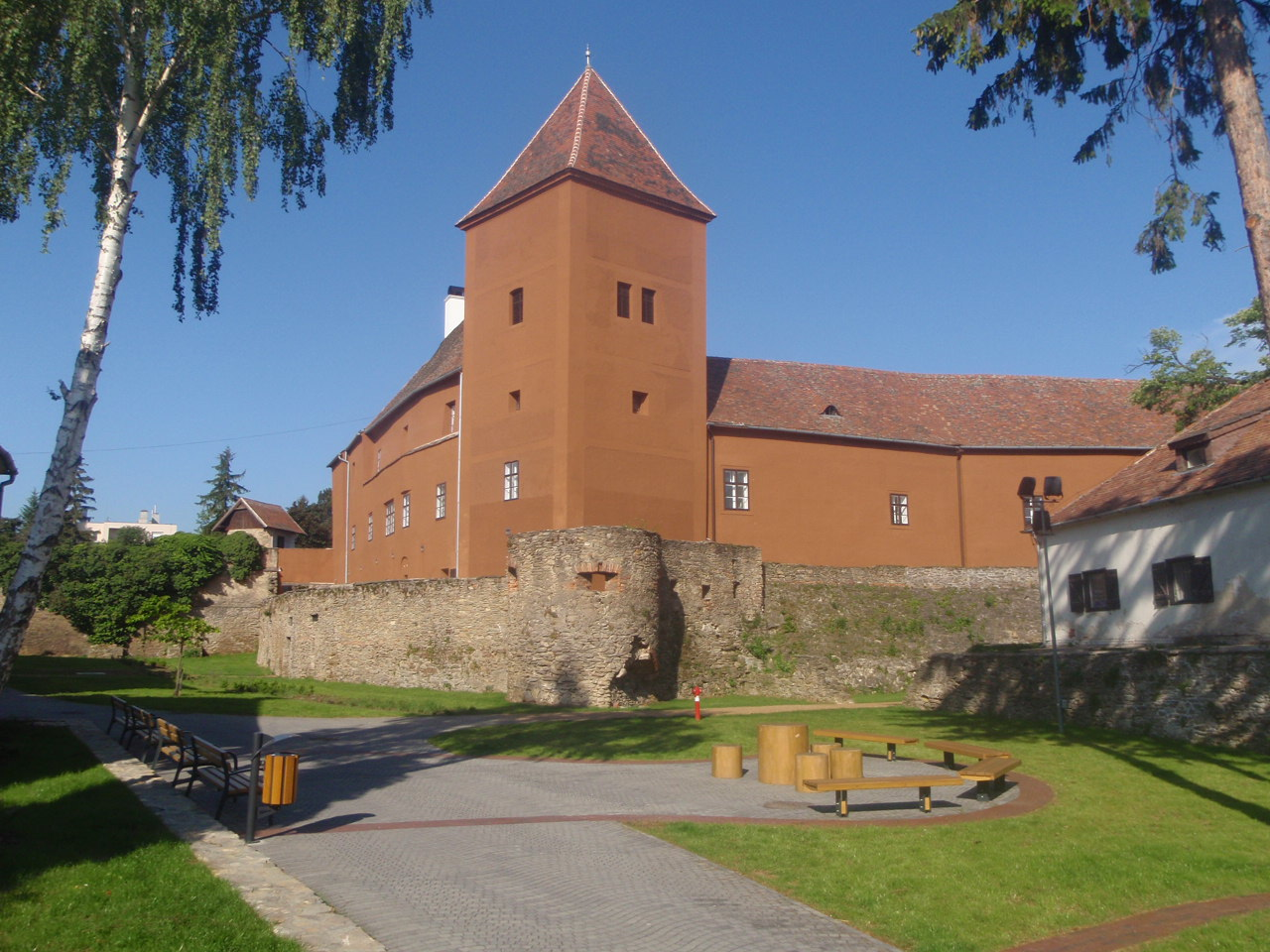
Widok zamku nad aleją Diáksétány (Aleja Uczniów)
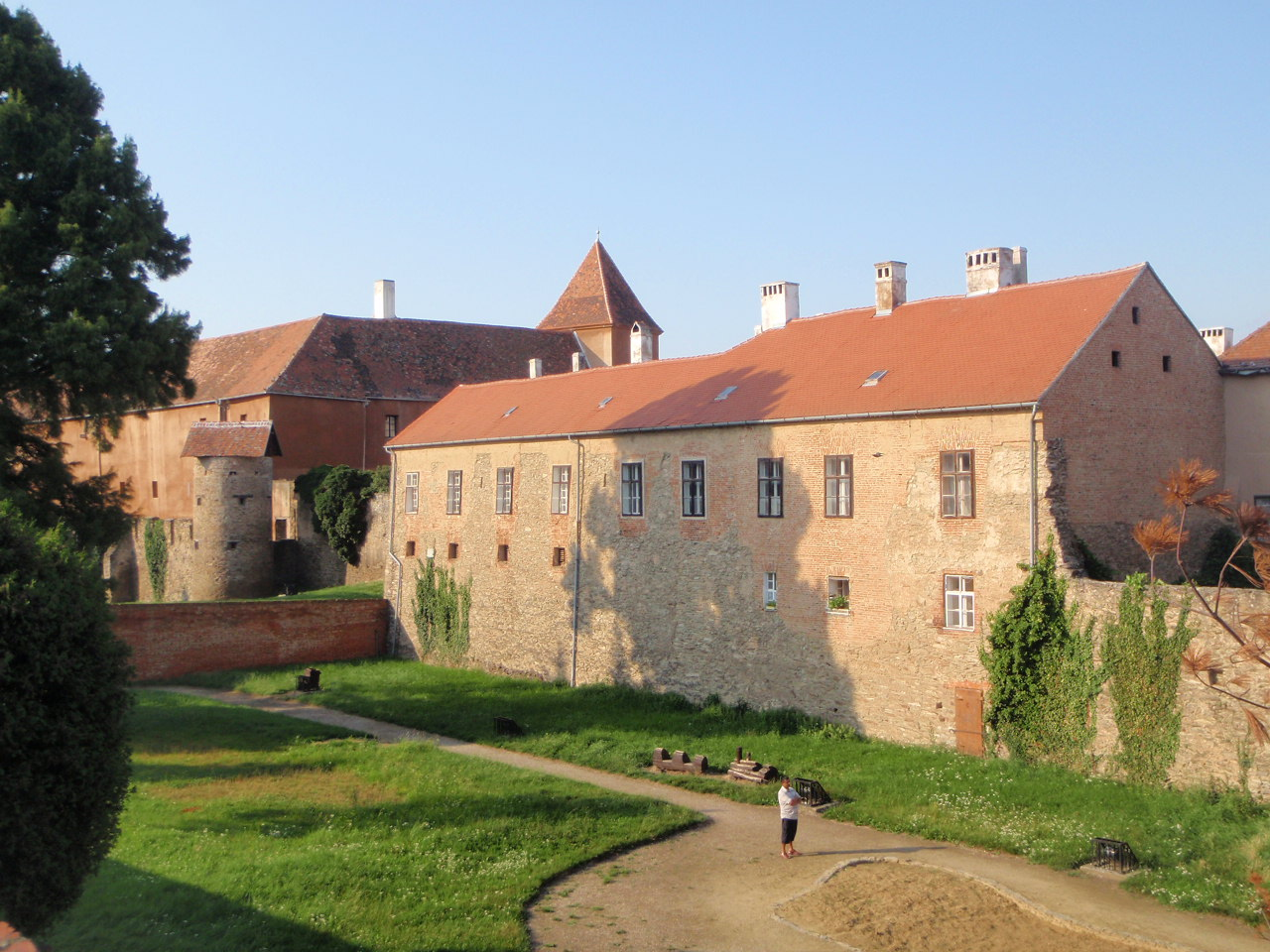
Zachodnia ściana zamku z fosą i budynkiem dobudowanym do murów miejskich